# فابریسیو ادواردو سوزا
فابریسیو ادواردو سوزا (به پرتغالی: Fabrício Eduardo Souza) هافبک اهل برزیل است که در شهر Divinópolis و در تاریخ ۴ ژانویهٔ ۱۹۸۰ به دنیا آمده‌است.
فابریسیو ادواردو سوزا در تیم‌های فوتبال Portuguesa سابقهٔ حضور دارد.